# Cabra del Guadarrama
La cabra del Guadarrama es una raza autóctona española originaria de la Sierra de Guadarrama, que forma parte de las comunidades autónomas de Madrid y Castilla y León, y se distribuye principalmente por las provincias de Ávila, Madrid y Segovia, aunque también hay ejemplares en la provincia de Toledo.
Está incluida en el Catálogo Oficial de Razas de Ganado de España del Ministerio de Agricultura, Pesca y Alimentación con la catalogación de raza en peligro de extinción, Tradicionalmente se ha considerado una variedad de la cabra pirenaica (con influencia de la cabra de Angora) y desde el año 2014, esta raza se está reintroduciendo en la región pirenaica de Ariège y en el Parque nacional de los Pirineos franceses.
Se trata de animales con perfil recto, eumétricos y mesomorfos o sublongilíneos. En las hembras el tronco es largo y aplanado, mientras que en los machos es más profundo y compacto. Tienen el cuerpo cubierto de abundante pelo largo, con capa de colores variados, aunque predominan las tonalidades oscuras, y con degradaciones en algunas partes, y en el libro genealógico se reconocen cuatro variedades en relación con sus colores: vegata, jardasca, negra y cárdena. Los machos suelen tener barba y las hembras perilla. En los machos los cuernos son abiertos en las puntas, mientras que en las hembras generalmente se dirigen en arco hacia atrás.
Es una cabra de aptitud mixta, pues aunque su mayor recurso sea la producción lechera, también se comercializa su carne, siendo el cabrito una importante fuente de ingresos para los ganaderos. Se distribuye en zonas de la Sierra de Guadarrama, el Puerto de Somosierra, la Sierra de Ayllón y la Sierra de Malagón.